# Quesada (kommun)
Quesada är en kommun i Spanien.   Den ligger i provinsen Provincia de Jaén och regionen Andalusien, i den södra delen av landet, 300 km söder om huvudstaden Madrid. Antalet invånare är 5 906.